# Нас других не будет
«Нас других не будет» — российский документальный фильм режиссёра Петра Шепотинника, рассказывающий об актёре Сергее Бодрове-младшем. Другие герои картины — Алексей Балабанов, Сергей Сельянов, Вячеслав Бутусов, Иосиф Бродский. Бутусов написал для фильма фортепианную музыку. Премьера «Нас других не будет» состоялась 18 сентября 2021 года на кинофестивале «Кинотавр», 7 октября картина вышла в прокат, позже её показали на телеканале ТВ-3 (ему принадлежат права на трансляцию).

## Сюжет
Согласно сюжету фильма о Сергее Бодрове рассказывают близкие друзья и соратники — продюсер Сергей Сельянов, художник Надежда Васильева, композитор Вячеслав Бутусов, оператор Сергей Астахов. Автор фильма Пётр Шепотинник постарался сделать оптимистичный фильм о Сергее Бодрове несмотря на трагичность его судьбы.
Название фильма позаимствовано из стихотворения Иосифа Бродского «В горах».

## В ролях
- Сергей Сельянов
- Надежда Васильева
- Вячеслав Бутусов
- Сергей Астахов
- Сергей Бодров
- Алексей Балабанов

## Отзывы
Кинокритик Антон Долин отметил, что смысловые и жанровые границы «Нас других не будет» (в целом вполне традиционной документальной картины) подвижны и неопределимы. Это фильм о личностях, сила которых делает невозможным разделение на «экранный образ» и «подлинное лицо». По мнению обозревателя «Российской газеты» Сусанны Альпериной, с первых минут фильма зритель понимает, почему люди, делающие качественное кино о непростых 90-х и 2000-х годах в нашей стране, действительно незаменимы.
Кинокритик Михаил Трофименков в своей рецензии написал: «Авторы фильма пытают своих собеседников: а можно ли снять оптимистический фильм о Бодрове? И всё более или менее соглашаются с тем, что, да, можно: он же как луч света был в тёмном царстве. Но сама фактура фильма опровергает такой вывод. Нет, нельзя».